# Vladimir Ivić
Vladimir Ivić (serbisk kyrilliska: Владимир Ивић), född 7 maj 1977 i Zrenjanin i Jugoslavien (nuvarande Serbien), är en serbisk fotbollstränare och före detta spelare. Han har tidigare spelat för AEK Aten, Aris och PAOK i Grekland, Borussia Mönchengladbach (Tyskland) och FK Partizan Belgrad (Serbien). Han började sin karriär i FK Proleter Zrenjanin. Åren 2001-2004 var Ivić serbisk landslagsman.
Den 15 augusti 2020 blev Ivić utsedd till ny tränare i Watford. Den 19 december 2020 blev han avskedad av Watford efter endast fyra månader i klubben.